# Triana (Sevilla)

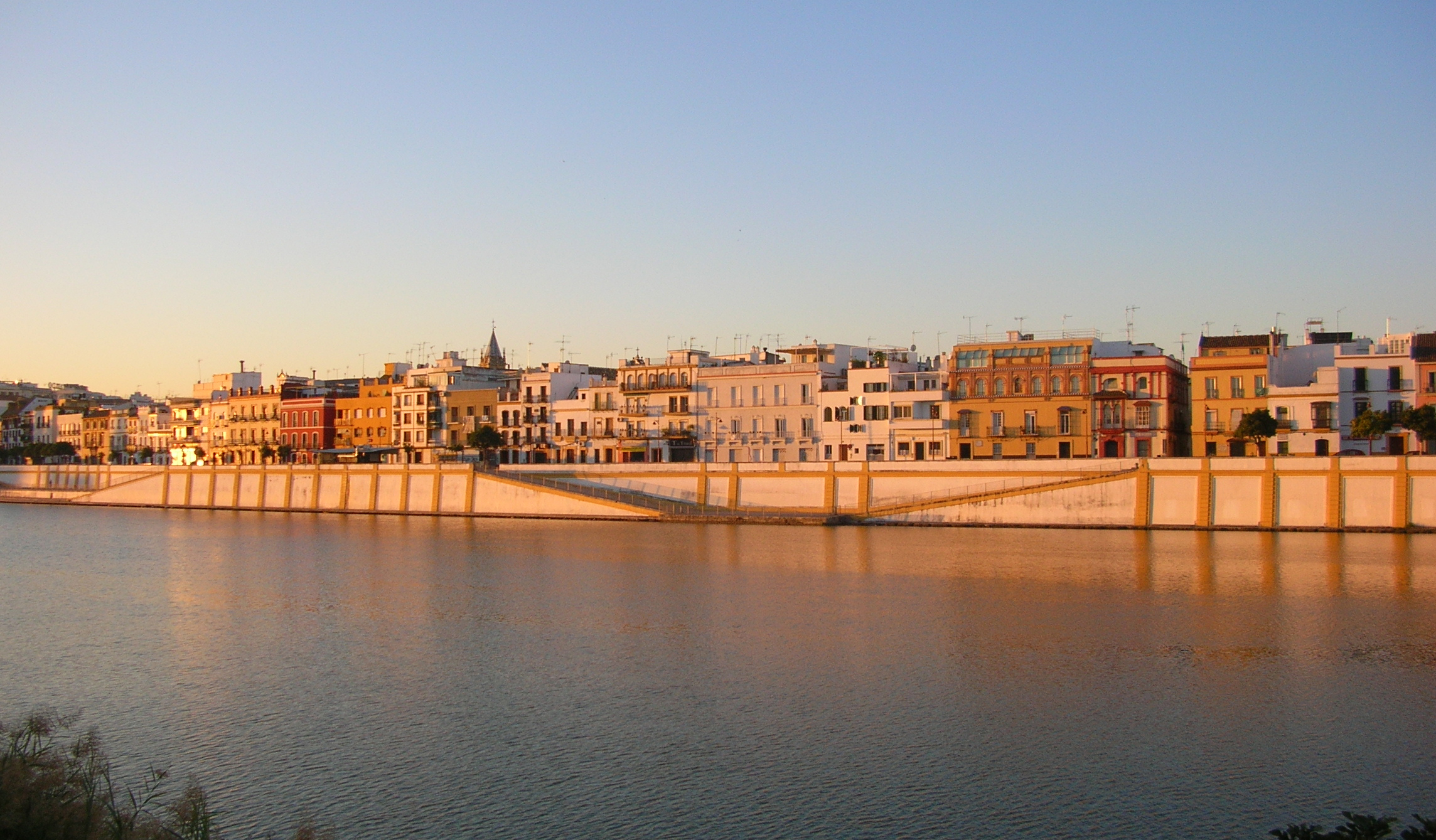
Blick auf Triana vom gegenüber liegenden Flussufer

Der Verwaltungsdistrikt Triana in Sevilla

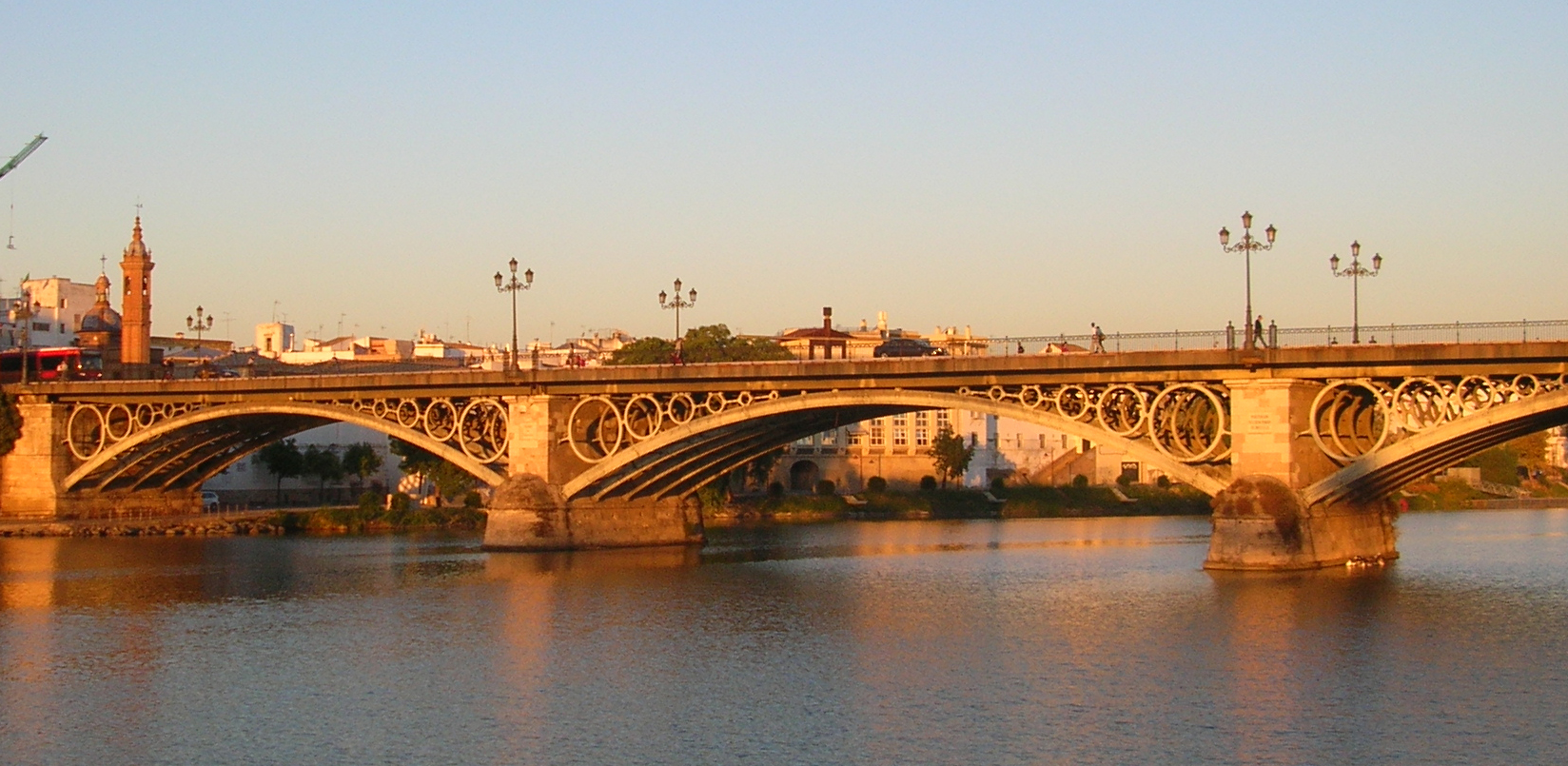
Brücke Puente de Triana

Triana ist ein Quartier (Barrio) der spanischen Stadt Sevilla und einer von elf Verwaltungsdistrikten dieser Stadt. Bekannt ist Triana als eines der historischen und gegenwärtigen Zentren des Flamenco. 2012 lebten in dem Stadtteil rund 50.000 Einwohner.

## Lage
Triana liegt im westlichen Teil Sevillas zwischen zwei Armen des Guadalquivir auf der Isla de Cartuja. Der östliche Flussarm trennt den Stadtteil vom ummauerten historischen Stadtkern Sevillas.
Südlich angrenzend liegt der Distrikt Los Remedios, östlich die Distrikte Casco Antiguo und Macarena. Im Norden grenzen die Distrikte Norte und die Gemeinde Santiponce an Triana; im Westen die Gemeinden Camas, Tomares und San Juan de Aznalfarache.

## Mythos und Etymologie
Einem Mythos zufolge verliebte sich Herakles, der Sage nach Gründer von Sevilla, in die Göttin Astarte. Sie floh vor seinen Nachstellungen auf das andere Flussufer und gründete dort Triana.
Traditionell wird der Name vom römischen Kaiser Trajan abgeleitet, dem mutmaßlichen Gründer des Ortes: Aus Traiana sei Triana geworden. Anderen Quellen zufolge setzt sich der Name aus dem lateinischen tres, drei, und dem kelto-iberischen Ana, Fluss, zusammen, weil sich der Fluss an dieser Stelle in drei Arme teile. Eine weitere Deutung leitet den Namen von lateinisch trans amnem, jenseits des Flusses, ab. Aus dem gleichen Grund nannten die arabisch sprechenden Muslime von Al-Andalus den Ort Ma wara an-nahr, was ebenfalls jenseits des Flusses bedeutet. Häufiger verwendeten sie jedoch die Bezeichnungen Atrayana oder Athriana.

## Geschichte

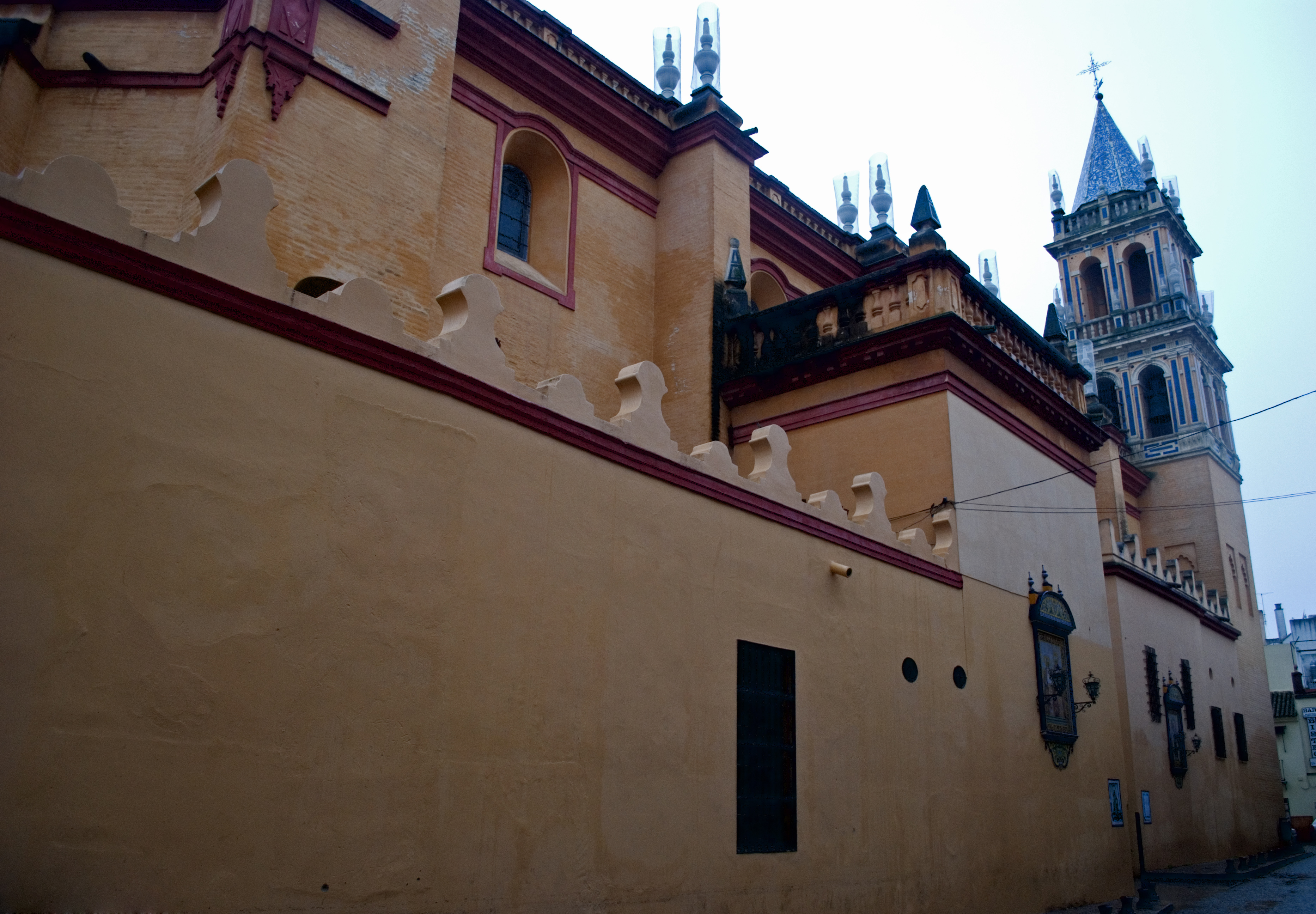
Iglesia de Santa Ana, im 13. Jahrhundert im gotisch-mudejarischen Stil erbaut

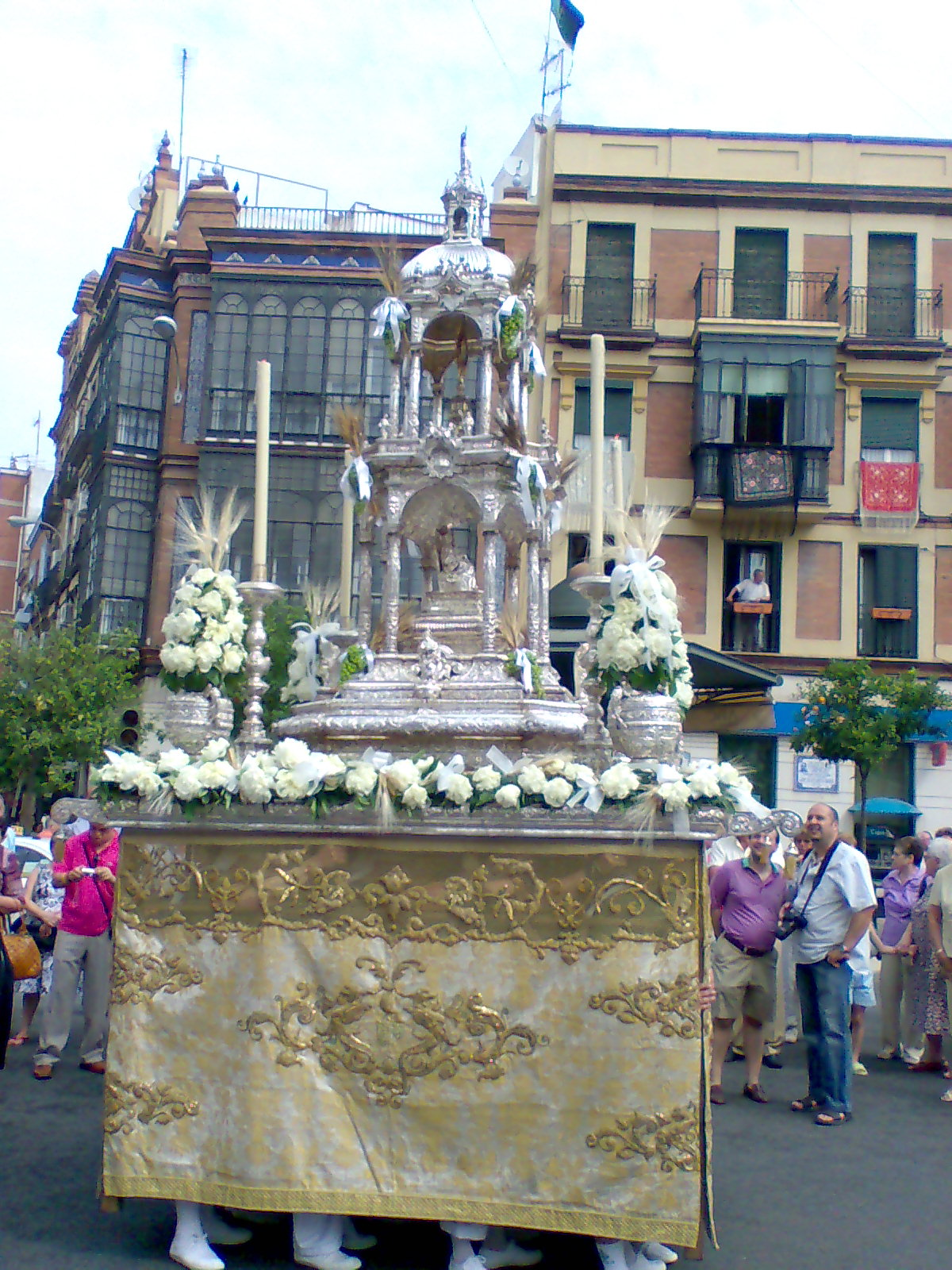
Fronleichnamsprozession auf der Plaza del Altozano

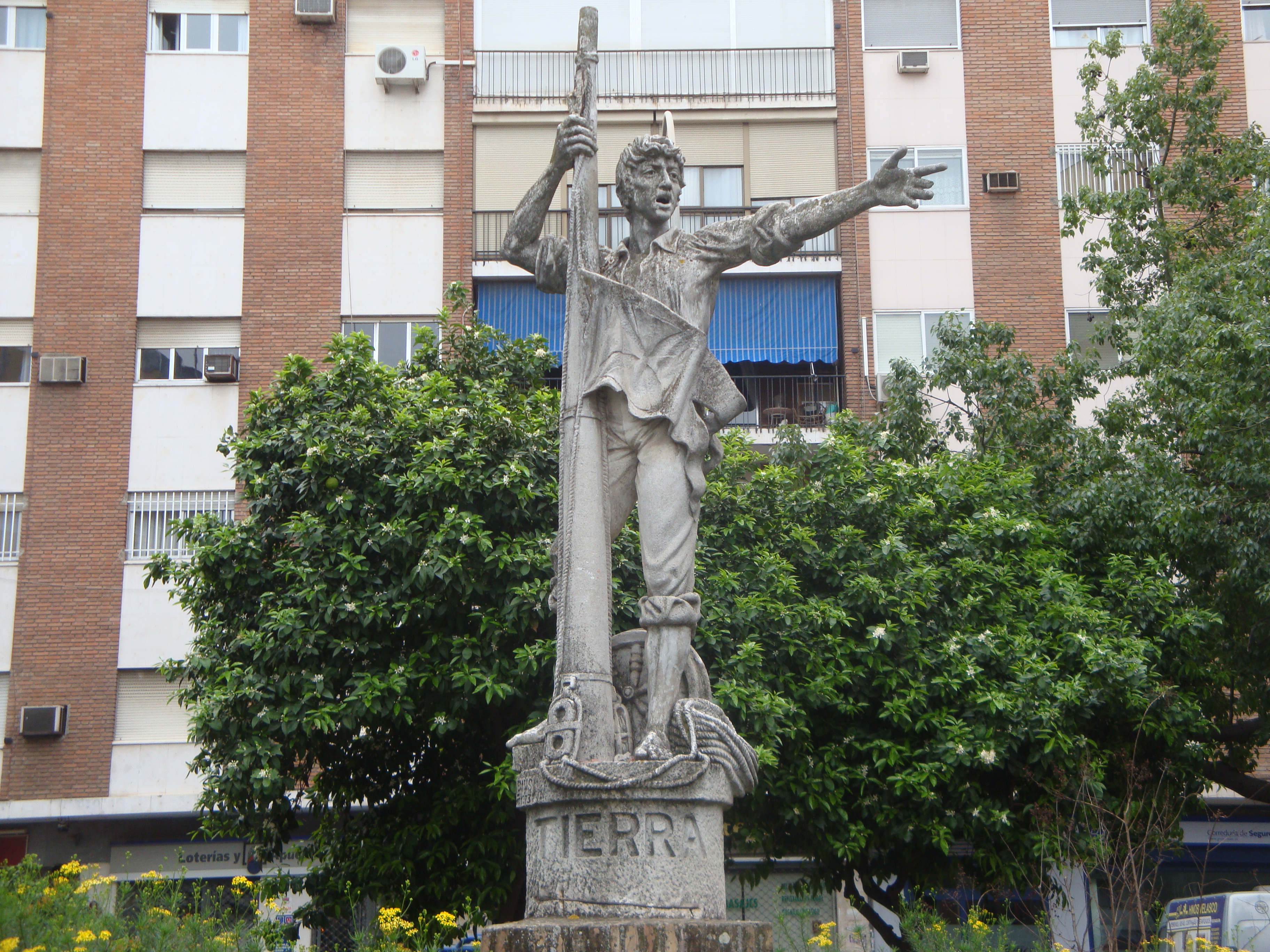
Skulptur von Rodrigo de Triana in der Calle Pagés del Corro

### Geschichte bis zum 19. Jahrhundert
Siedlungen im Bereich von Triana gab es schon im Altertum, das beweisen ibero-römische Fundstätten. Während der Zeit von Al-Andalus wuchs die Bevölkerung stark. Die Häuser gruppierten sich um das Kastell, das im 10. Jahrhundert erbaut wurde. Dieser jenseits des Flusses gelegener Außenposten hatte eine wichtige Schutzfunktion. Er war der Eingangsbereich der Stadt zur Gemeinde Aljarafe hin gelegen, wo Getreidefelder, Weinberge und Olivenhaine lagen. Auch die Straße nach Huelva führte durch Triana. Außerhalb lagen einige Mühlen. 1171 ließ der Kalif Abu Yaqub Yusuf I. eine Pontonbrücke von Triana nach Sevilla anlegen. Infolgedessen wuchs die Bevölkerung des Außenpostens. Die Außengrenze der Siedlung bildete ein Graben, der entlang der heutigen Calle Pagés del Corro verlief.
Bei der Eroberung Sevillas im Zuge der Reconquista im Jahr 1248 lagerte Ferdinand III. von Kastilien mit seinem Heer auf dem benachbarten Feld von Tablada. Er griff das Kastell von Triana an und zerstörte die Pontonbrücke, weil über diesen Weg die Bevölkerung mit Lebensmitteln versorgt wurde. Nach der Eroberung gehörte das Kastell dem Orden von San Jorge de Alfama und hieß nun Castillo de San Jorge. Im Kastell wurde die erste Pfarrkirche der Gemeinde eingerichtet. 1481, unter der Herrschaft der Katholischen Könige, wurde es zum Sitz der Spanischen Inquisition und blieb es bis 1626. Während des Siglo de Oro blühten auch Sevilla und ihr Stadtviertel Triana auf. 1854 wurde die Brücke Puente de Isabel II errichtet, im allgemeinen Sprachgebrauch unter dem Namen Puente de Triana bekannt. Sie ersetzte die alte Pontonbrücke.
Die Lage am Fluss führte im Lauf der Geschichte immer wieder zu Überschwemmungen. Für gewöhnlich flüchteten die Bewohner bei größeren Überschwemmungen in die Kirche Iglesia de Santa Ana und ins Kastell. Besonders große Hochwasser gab es 1435, 1440, 1545 und 1554; in den beiden letzteren wurden mehr als 600 Häuser zerstört. Im 20. Jahrhundert wurde der Fluss reguliert, sodass die Hochwasser seitdem ausblieben. Eine weitere Katastrophe in der Geschichte des Ortes war die Pestepidemie von 1649, die in Triana aufgrund von Armut und Enge im Viertel besonders schwer verlief.
Im Inneren von Triana bildete sich im 16. Jahrhundert ein eigenes Quartier namens Portugalete. Seinen Namen hat es vermutlich von portugiesischen Auswanderern, die sich wegen des damals blühenden Überseehandels dort niederließen, sowie von schwarzafrikanischen portugiesischen Sklaven, die in der Keramik-Produktion arbeiteten. Die Justiz der Gemeinde Camas hielt die Bevölkerung in Schach. Der Grund und Boden gehörte Gaspar de Guzmán, Herzog von Olivares. Dieser scheiterte mit seinem Versuch, auch Grundstücke der Stadt zu erwerben. Das Viertel umfasste wohl den letzten Abschnitt der Calle de Castilla, die Alcantarilla de los Ciegos die Calle del Pino und einige Gartengrundstücke.
In Triana wohnten traditionell Arbeiter, Seeleute, und Töpfer.
Die Geschichte des Viertels verschmolz mit dem der Stadt. 1841 gründete der Industrielle Carlos Pickman im Norden des Viertels, im alten Kloster Cartuja, die Keramikfabrik Pickman – Cartuja de Sevilla. 1873, während der Ersten Spanischen Republik, wurde der Kanton von Sevilla ausgerufen. Barrikaden blockierten die Straßen.

### Wiege des Flamenco
Neben Cádiz und Jerez de la Frontera ist Triana eine der Wiegen des Flamenco. Der englische Schriftsteller Richard Ford schilderte Triana halb abgestoßen, halb fasziniert. Während seiner Andalusienreise 1832 erlebte er es als „eine Art Trastevere von Sevilla“ und „Höhle von Toreros, Schmugglern, Räubern und Zigeunern, deren Frauen ... ausgezeichnete Tänzerinnen sind.“ In diesen Jahren war Triana bereits Ziel eines frühen Tourismus; musikalische Darbietungen, bei denen der Schmerz eine zentrale Rolle bildete, entwickelten sich zu einer Einnahmequelle für die örtliche Bevölkerung. Einerseits handelte es sich um eine Mischung aus Kunst und Spektakel, andererseits setzten sich auf die Dauer diejenigen Sänger, Musiker und Tänzer durch, die hart und konzentriert ihre Technik übten.
Vor allem in Triana trafen abenteuerlustige Gäste und Künstler aufeinander, das Geld und der raue Ton der Straße verbündeten sich und verliehen den Volksliedern einen neuen Klang, einen kratzigen, aggressiven Ton. Estébanez Calderón schrieb 1842 in seinem berühmten Artikel Un baile en Triana („Ein Tanz in Triana“) eine Hymne auf die neue Musik. Mit seiner rückhaltlosen Begeisterung und seiner plastischen Schilderung trug er zu ihrem Durchbruch bei.

### Neuere Geschichte
Zu Beginn des Spanischen Bürgerkrieges war Triana am 21. und 22. Juli Schauplatz heftiger Kämpfe. Nach dem Sieg der aufständischen faschistischen Truppen unter General Queipo de Llano über die republikanischen Verteidiger durchlitt Triana harte Repressalien mit über 4000 Toten.
Während der 1960er und 1970er Jahre vertrieben Grundstücksspekulanten mit Unterstützung der franquistischen Verwaltung unter Gouverneur Hermenegildo Altozano einen großen Teil der zur ethnischen Minderheit der spanischen gitanos gehörenden Bevölkerungsgruppe aus dem Viertel. Dieser in Triana besonders zahlreich vertretene Teil der Einwohner, der dort seit 500 Jahren gelebt hatte, konzentrierte sich insbesondere im Cava de los Gitanos genannten Teil des Viertels. Die Gitano-Familien lebten vom Handwerk, vor allem vom Schmiedehandwerk. Auch der Flamenco entstand zum großen Teil in diesem Milieu. 
Nach ihrer Vertreibung wurden sie an den Stadtrand Trianas verdrängt, wo sie teilweise bis zur Mitte der 1960er Jahre entweder in illegal errichteten Baracken (chabolas) ohne Strom und sanitäre Einrichtungen lebten, oder sie wurden in neu geschaffene Viertel wie Madre de Dios, Los Pajaritos oder die aus mehreren Vierteln bestehende Zone der Las Tres Mil Viviendas am Stadtrand Sevillas verbracht, die über keine ausreichende Infrastruktur verfügten und deren Wohnungen ohne jeglichen Komfort selbst für mehrköpfige Familien in der Regel nicht größer als 40 m² waren.
In den Folgejahren entwickelte sich Triana zu einem der am stärksten von der Gentrifizierung betroffenen Stadtteile Sevillas. Die Verdrängung der einheimischen Einwohner und alteingesessenen kleineren Geschäfte wurde durch den Tourismus und die damit einhergehende zunehmende Umwandlung von Wohnraum zu hochpreisigen Ferienunterkünften zusätzlich befördert und hält bis in die Gegenwart an.

## Sehenswürdigkeiten

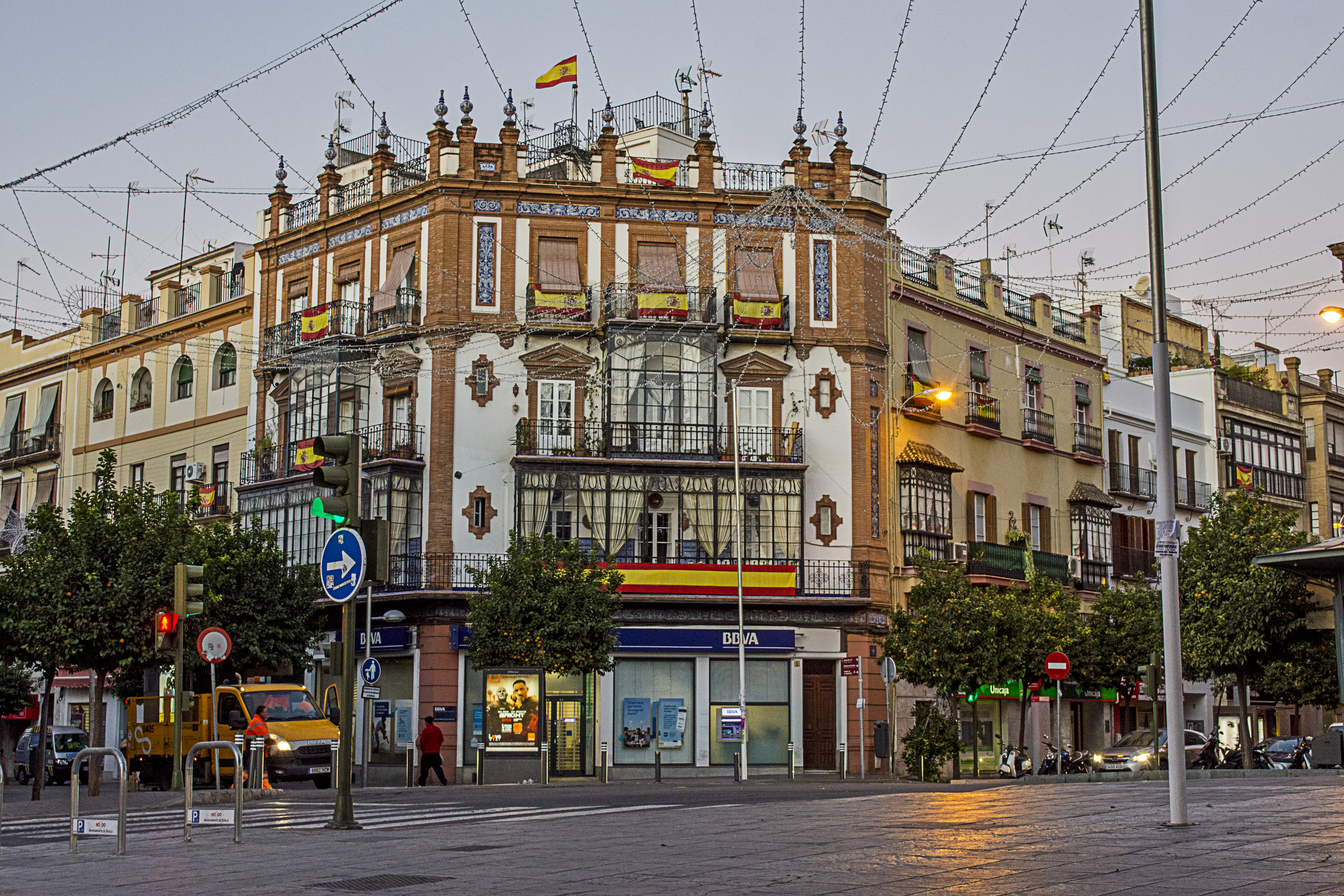
Plaza del Altozano

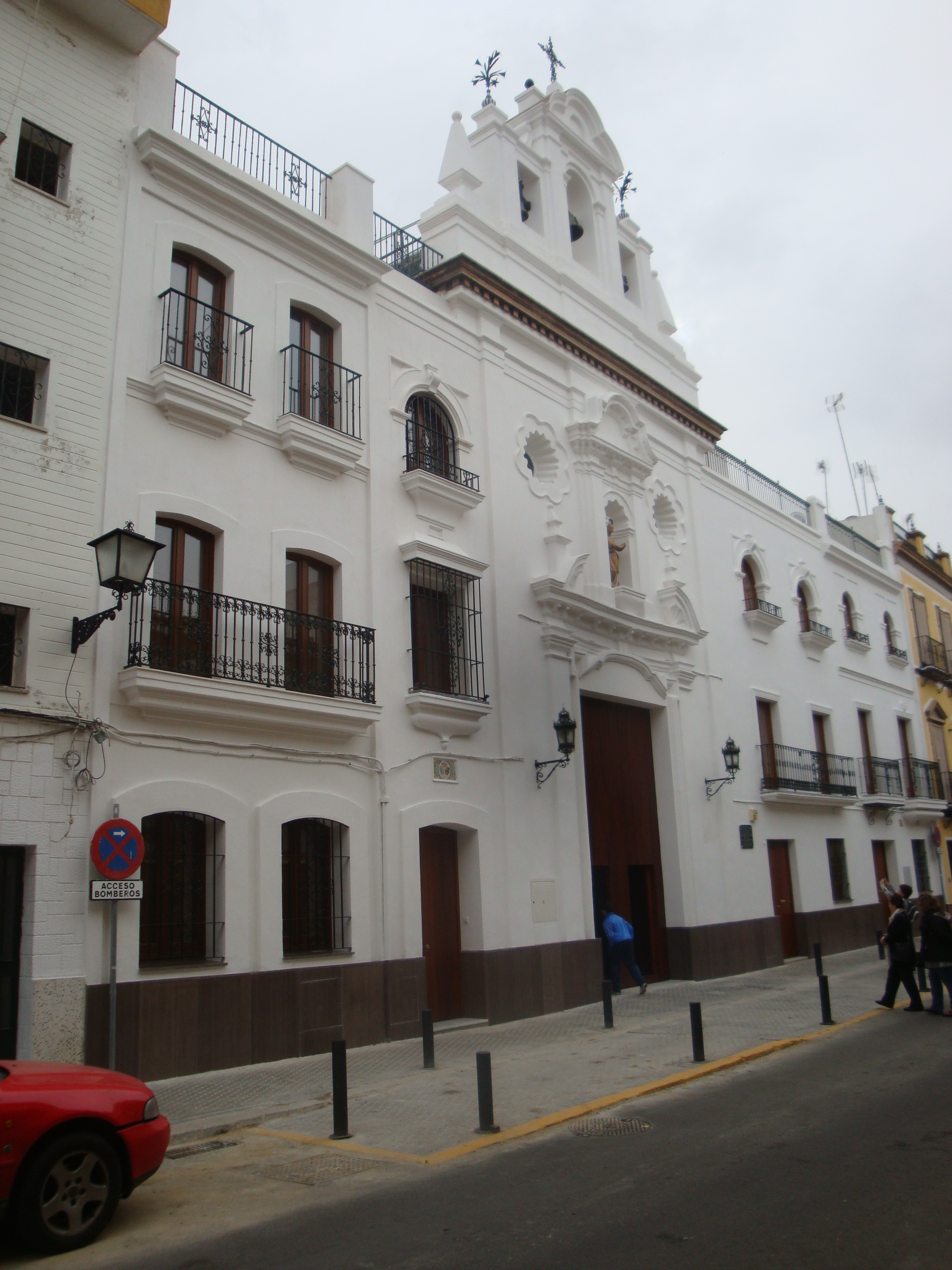
Capilla de los Marineros

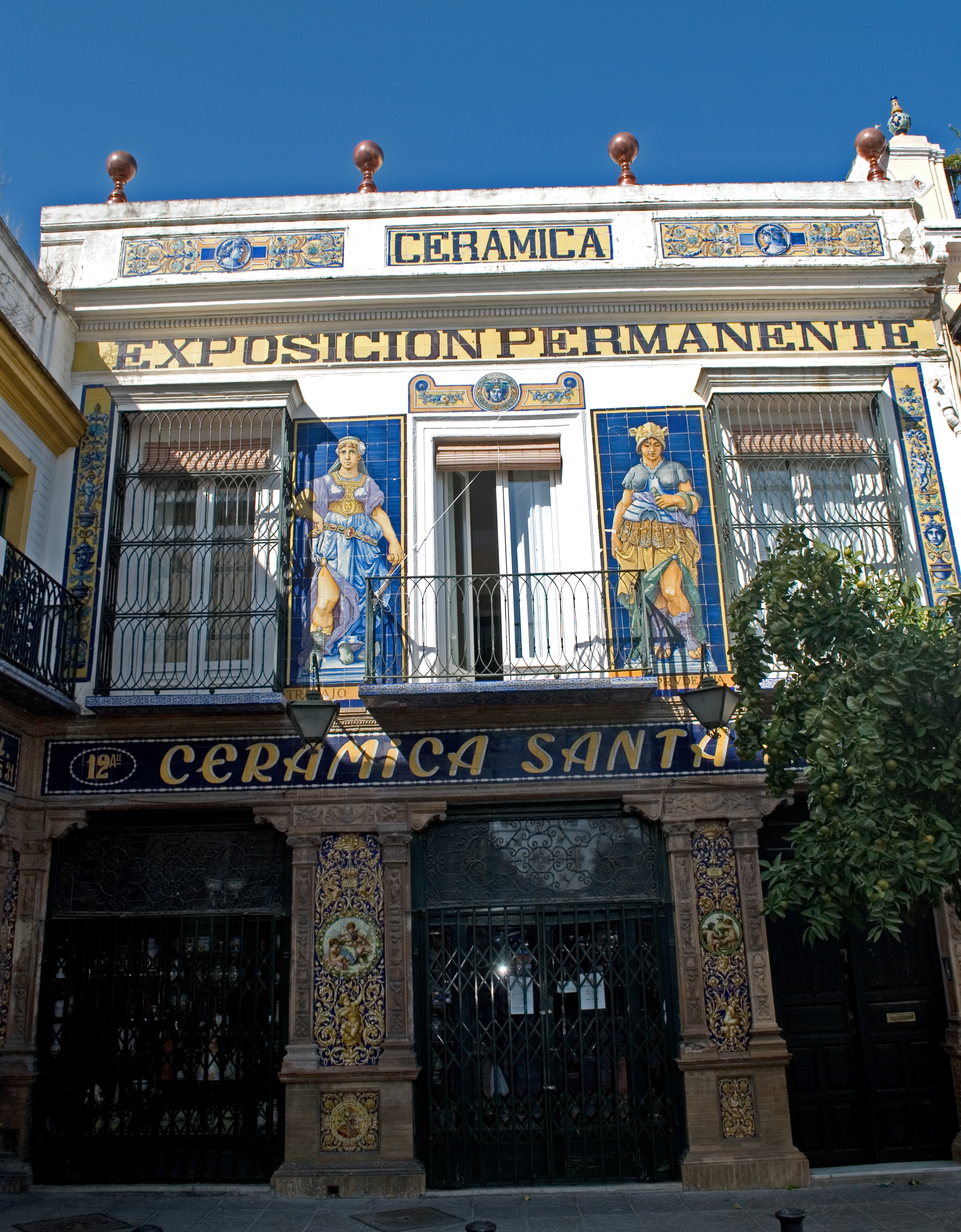
Ehemalige Fabrik Cerámicas Santa Ana, heute Museo de Cerámica de Sevilla

### Puente de Triana
Der gängigste Weg von Sevilla nach Triana führt über die Brücke Puente de Triana, Wahrzeichen des Viertels in den Augen der alteingesessenen Bewohner. Sie wurde von 1845 bis 1852 nach Plänen der Ingenieure Gustavo Steinacher und Ferdinand Bennetot erbaut. Ihr offizieller Name ist Puente de Isabel II. Diese Eisenkonstruktion wurde 1976 als Monumento Histórico Nacional ausgezeichnet, nachdem es zuvor Bestrebungen gegeben hatte, sie abzureißen.

### Plaza del Altozanound Umgebung
Von der Brücke kommend erreicht man die Plaza del Altozano, den zentralen Knotenpunkt des Bezirks. An diesem Platz trafen sich die Reisenden aus San Juan de Aznalfarache, Tomares und Castilleja de la Cuesta, bevor sie die Pontonbrücke betraten, die Vorgängerbrücke der Eisenbrücke, um hinüber ins Zentrum von Sevilla zu gelangen. An diesem Platz beeindruckt das Gebäude der Apotheke Murillo, das nach einem Entwurf des Architekten José Espiau y Muñoz von 1912 bis 1914 erbeut wurde.
An der nördlichen Ecke, an die Brücke anstoßend, liegt die 1927 eingeweihte Capilla del Carmen, ein Werk des Architekten Aníbal González. Im Innern befindet sich ein Altargemälde der Virgen del Carmen, der Lieben Frau auf dem Berge Karmel. Hinter der Kapelle liegt der Markt von Triana. In seinem Untergeschoss stößt man auf die Reste des Castillo de San Jorge. Nachdem dieser alte Sitz der Inquisition sich selbst überlassen wurde, fiel er dem Zerfall anheim; besonders die Hochwasser des Guadalquivir setzten ihm zu. An seiner Stelle entstand der Markt, beim Volk unter dem Namen Plaza de Abastos bekannt. Anlässlich der Ausstellung von 1992 wurde er abgerissen, und die Überreste des Kastells sowie ein almohadischer Friedhof traten zutage. Wenig entfernt von der Plaza del Altozano und an den Markt anstoßend findet man den Callejón de la Inquisición. Diese Gasse stellte anderthalb Jahrhunderte lang das einzige Zeugnis des Inqusitionsgerichts von Triana dar.
Auf dem Platz fällt noch die Skulptur des Toreros Juan Belmonte auf, ein 1972 geschaffenes Werk von Venancio Blanco. Vom Platz aus blickt die Figur hinüber nach Sevilla. Durch eine Lücke zwischen Gebäuden kann man von Brusthöhe der Skulptur aus die Sehenswürdigkeiten auf der anderen Flussseite sehen: die Stierkampfarena Maestranza, den Torre del Oro, die Giralda. Im südlichen Teil des Platzes steht eine weitere Skulptur, das Monument Triana al arte Flamenco.
In der Calle San Jorge befindet sich die ehemalige Keramikfabrik Santa Ana. Als die 1870 gegründete Firma nach außerhalb der Stadt umzog, wurde aus dem Gebäude das Museo de la cerámica de Sevilla. In der Calle Castilla liegt die Kirche Nuestra Señora de la O, der Maria in der Hoffnung, Sitz des Ordens Hermandad de La O, erbaut von 1697 bis 1702.
Richtung Südwesten öffnet sich die Calle San Jacinto, die alte Verbindung nach El Aljarafe. Dort ragt die Kirche Iglesia de San Jacinto hervor, 1676 von Dominikanerorden erbaut nach Plänen des Architekten Matías de Figueroa. Richtung Südosten geht man in die Calle Pureza. Dort stößt man auf die Iglesia de Santa Ana. Diese Pfarrkirche wurde 1280 im gotisch-mudejarischen Stil erbaut; sie ist die älteste Kirche Sevillas. Beim Erdbeben von Lissabon 1755 wurde sie zerstört und danach teilweise wiederaufgebaut. In derselben Straße befindet sich die Capilla de los Marineros, Sitz der Bruderschaft Hermandad de la Esperanza de Triana, die jedes Jahr an Karfreitag frühmorgens eine Prozession durch die Straße veranstaltet.
Entlang des Flusses führt Richtung Südosten die Calle Betis, benannt nach dem lateinischen Namen des Guadalquivir. Dort sind einige Mühlen aus dem 19. Jahrhundert erhalten, am Ort Zapatas genannt. Die Casa de las Columnas, ein Gebäude von 1780, beherbergte die Universidad de Mareantes. Sie diente zur Ausbildung von Seeleuten, die nach Amerika segelten. Das Gebäude besteht aus zwei Stockwerken und ist um zwei Innenhöfe herum angeordnet. Die Hauptfassade, zur Calle Pureza hin, ist im neoklassischen Stil mit großen toskanischen Säulen gestaltet. Heutzutage wird das Gebäude als Gemeindezentrum genutzt.

### Gemeinschaftshäuser
Viele architektonisch interessante alte Gemeinschaftshäuser, Casas de vecinos oder Corrales genannt, findet man in Triana. Sie besitzen einen Innenhof, in dessen Mitte sich ein Brunnen befindet. Vom Innenhof führen ringsum Gänge zu den Räumlichkeiten der einzelnen Bewohner. Herausragende Beispiele sind die Häuser
- Calle Alfarería, 85; erbaut im 19. Jahrhundert;
- Calle Alfarería; Hausnummern 8 und 10, 1913 und 1914 vom Architekten José Espiau y Muñoz erbaut;
- Calle Castilla, 7; erbaut 1907–1919 vom Architekten Simón Barris y Bes;
- Calle Castilla, 88A; erbaut 1918 vom Architekten Ramón Balbuena y Huertas;
- Corral Herrera in der Calle Pages del Corro, 1909 erbaut und kürzlich renoviert.

Die Immobilienspekulation in den letzten Jahren des 20. und den ersten Jahren des 21. Jahrhunderts hat viele dieser Kulturdenkmäler zerstört.

### Märkte
- Mercado de Triana
- Mercado de San Gonzalo
- Mercado de Manuel Arellano

### Weitere Sehenswürdigkeiten
- Der Convento de las Mínimas wurde um 1755 vom Paulanerorden (Orden de los Mínimos) errichtet. Er liegt in der Calle Pagés del Corro.
- Das Museum für Keramik-Malerei in der Casa de los Mensaque liegt in der Calle San Jacinto. Das Haus wurde 1900 von den Mensaque, einer Familie von Keramik-Fabrikanten, erbaut.
- La Cava, eigentlich Calle Pagés del Corro, ist ein Boulevard, der den historischen Kern von Triana von Südosten nach Nordwesten durchquert. Er besteht aus zwei Abschnitten: Die Cava de los Gitanos erstreckt sich von der Plaza de Cuba bis zur Kirche San Jacinto, der dort beginnende nordwestliche Teil wird Cava de los Civiles genannt. Der erste Teil heißt so, weil dort mehrheitlich Roma, in Spanien Gitanos genannt, lebten. Der zweite Teil hat seinen Namen von der Guardia Civil, die dort ihren Sitz hatte.
- Paseo de Nuestra Señora de la O: Uferpromenade, von der Calle Castilla her zugänglich.
- Torre Sevilla: Der älteste Wolkenkratzer der Stadt und mit 180,5 Metern Höhe das höchste Gebäude Andalusiens
- Torre Triana, modernes Verwaltungsgebäude der Regierung von Andalusien (Junta de Andalucía)

## Verkehr
Die Hauptstraßen Trianas sind die Achse Ronda de Triana – López de Gomara, und die Calle Pagés del Corro parallel zum Fluss. Quer zum Fluss verlaufen die Calle San Jacinto, die Avenida de Coria, die Avenida Alvar Núñez und die Avenenida San Vicente de Paúl. Zur Fußgängerzone wurde 2011 der Abschnitt der Calle San Jacinto der zwischen der Calle Pagés del Corro und der Plaza del Altozano liegt.
Folgende Buslinien der städtischen Verkehrsgesellschaft TUSSAM fahren nach Triana
| Linie | Verlauf                                                                             |
| ----- | ----------------------------------------------------------------------------------- |
| C1    | Circular Exterior: Triana – Cartuja – Barqueta – Santa Justa – Prado – Los Remedios |
| C2    | Circular Exterior: Triana – Los Remedios – Prado – Santa Justa – Barqueta – Cartuja |
| C3    | Circular Interior: Triana – Plaza de Armas – Barqueta – Puerta Osario – Prado       |
| 5     | Puerta de Triana – Prado – Gran Plaza – Santa Aurelia                               |
| 6     | San Lázaro – Los Remedios – Reina Mercedes – Ciudad Sanitaria                       |
| 40    | Plaza de la Magdalena – Triana – El Tardón                                          |
| 43    | Plaza de la Magdalena – Triana – El Turruñuelo                                      |

2009 eröffnete die U-Bahn Metro de Sevilla mit drei Stationen in Triana: Blas Infante, Parque de los Príncipes und Plaza de Cuba. Es fährt zwar kein Zug der spanischen Eisenbahngesellschaft RENFE nach Triana; jedoch eröffneten 2011 zwei Linien von Vorortzügen mit zwei Haltestellen in Triaa: Eine beim Olympiastadion und die andere beim Parque Científico y Tecnológico Cartuja.

## Bekannte Bürger

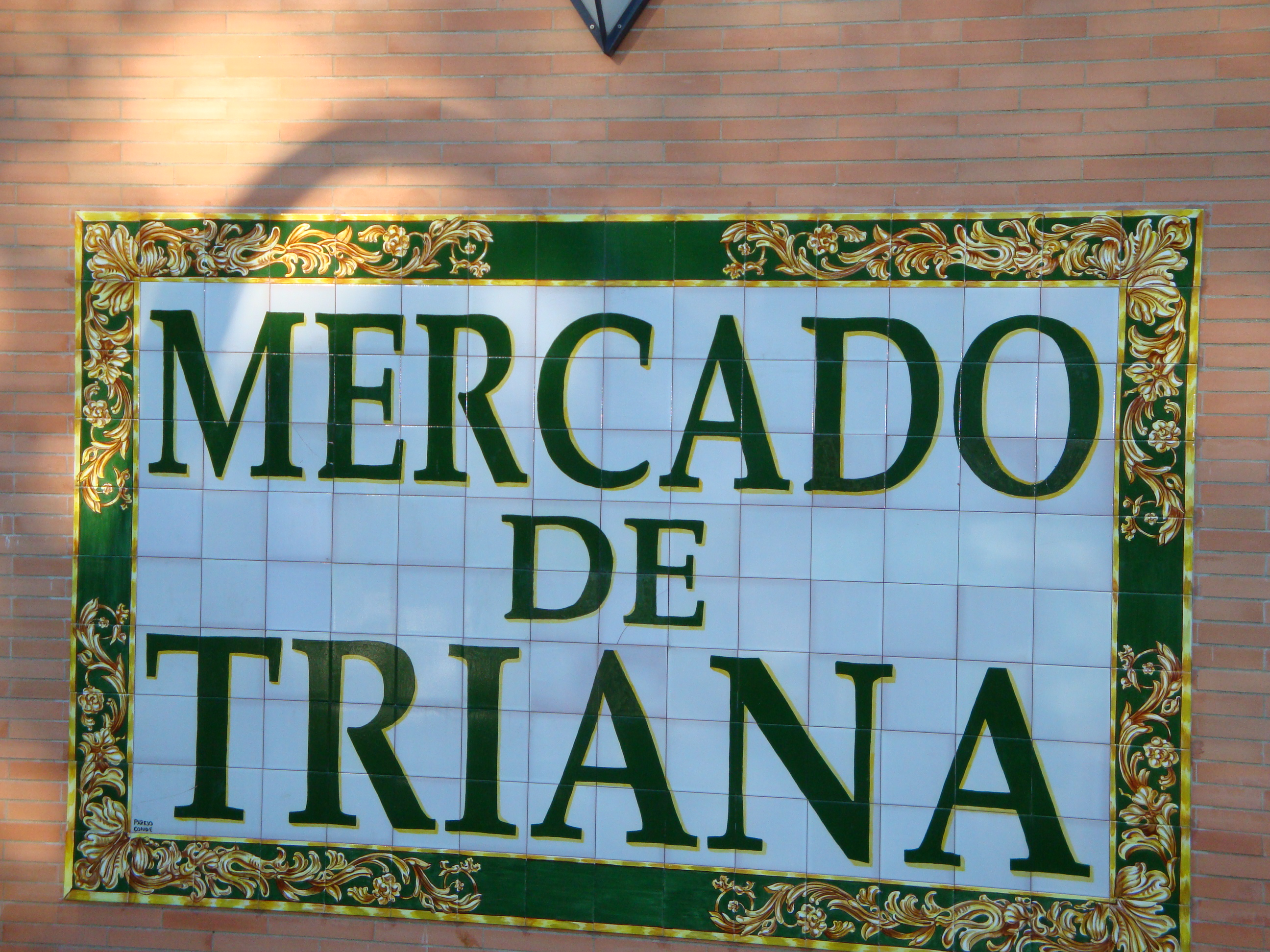
Azulejo im Markt von Triana

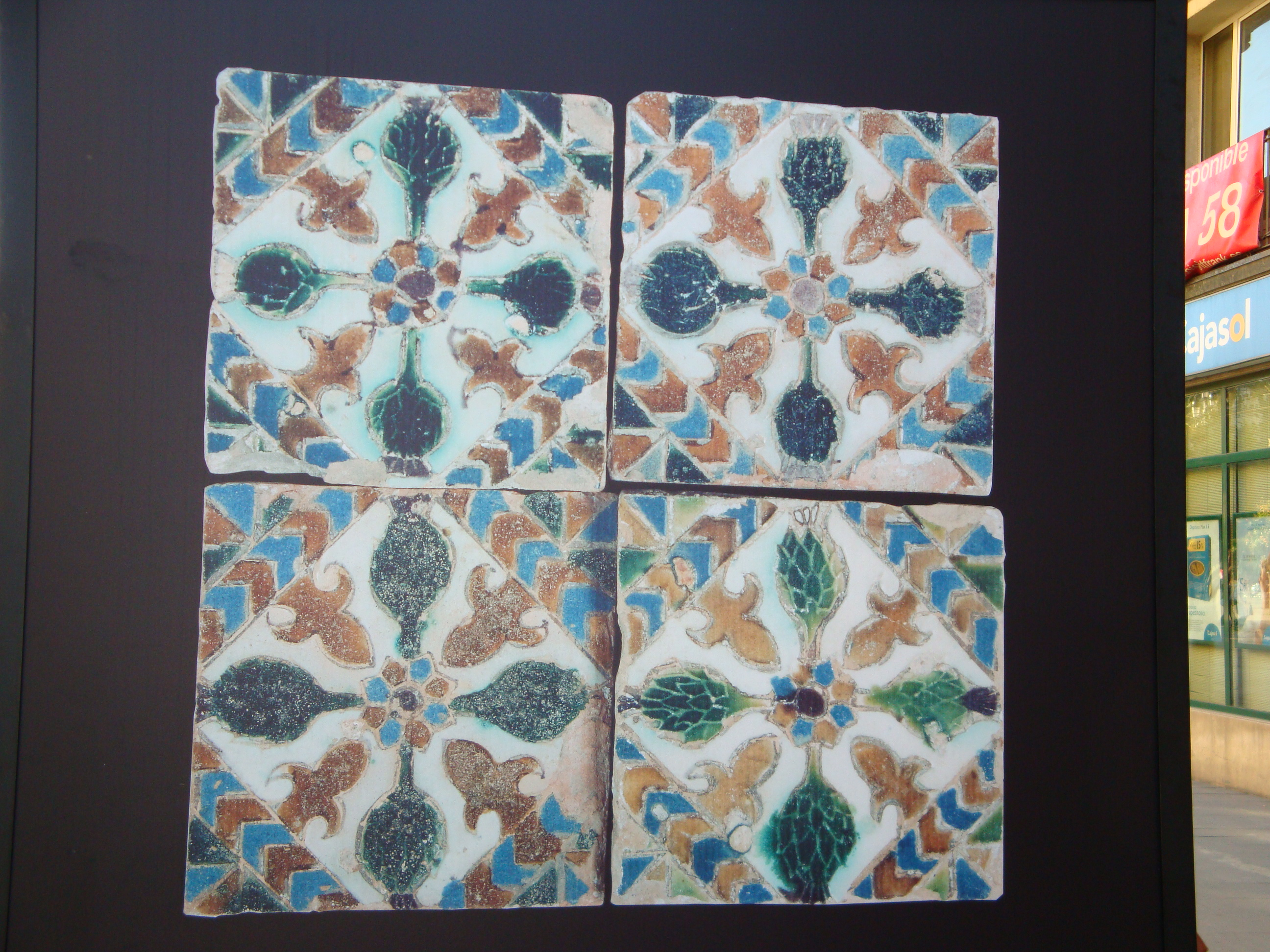
Azulejo aus der Sammlung von Miguel Ángel Carranza

| - Rodrigo de Bastidas, Entdecker Panamas und Kolumbiens - Rodrigo de Triana, Seemann, nach der Überlieferung der erste, der das Land der Neuen Welt sichtete - Fernando el de Triana, Sänger, Musiker, Schriftsteller - Juan Belmonte, Torero - Antonio Canales, Tänzer - María Jiménez, Sängerin und Fernseh-Showmasterin | - Marifé de Triana, Sängerin von Coplas andaluzas - Manuela Carrasco, Tänzerin - Paquita Rico, Sängerin von Coplas andaluzas und Schauspielerin - Remedios Amaya, Sängerin - Paco Chaparro, Fußballtrainer - Paz Vega, Schauspielerin - Susana Díaz, Präsidentin der Provinzialregierung Junta de Andalucía |

## Feste

### Dreikönigs-Umzug
Der Dreikönigs-Umzug findet in Triana seit Beginn des neuen Jahrtausends statt. Am Morgen des 6. Januar zieht er durch die Straßen von Triana. Um 10:30 bricht er vom Pflegeheim in der Avenida de Coria auf und kehrt gegen 14:30 zu diesem Ausgangspunkt zurück. Prominente aus Triana oder von außerhalb verkörpern die drei Könige. Der Umzug besteht aus rund 22 Festwagen und ist der zweitgrößte von Sevilla nach dem Ateneo de Sevilla.

### Velá de Santa Ana
Die Velá de Santa Ana wird vom 21. bis zum 26. Juli gefeiert. Sie geht auf eine Kirchweihe der Pfarrkirche Santa Ana Ende des 13. Jahrhunderts zurück. Eine traditionelle Attraktion und Herausforderung bei diesem Fest ist die Cucaña, das Hochklettern an oder Balancieren auf einem mit Schmierseife eingeriebenem Pfahl.

### Karwoche und Ostern
Zahlreiche katholische Feste finden während der Karwoche und zu Ostern in Spanien statt. In Triana sind diese traditionellen Feierlichkeiten immer noch besonders populär. Die bekanntesten religiösen Brüderschaften veranstalten Prozessionen durch den Stadtteil:
| - Hermandad de Pasión y Muerte am Karfreitag - Hermandad de La Estrella am Palmsonntag. - Hermandad de San Gonzalo am Ostermontag. | - Hermandad de la Esperanza de Triana am frühen Morgen des Karfreitags - Hermandad del Santísimo Cristo de la Expiración am Nachmittag des Karfreitags. - Hermandad de La O am Nachmittag des Karfreitags. |

### El Rocío

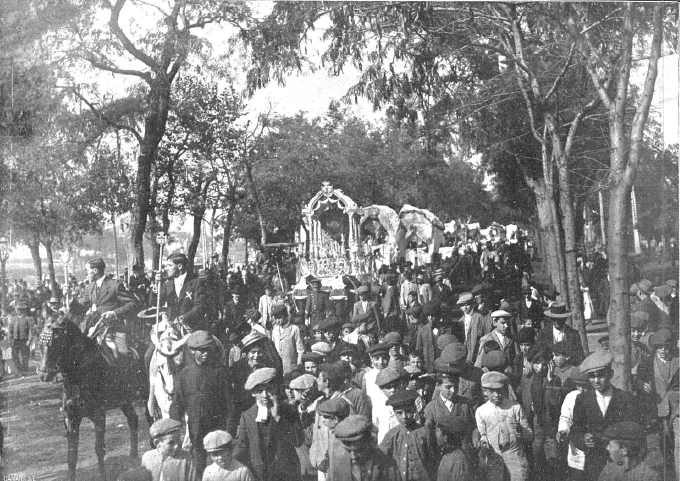
Prozession El Rocío 1912. Auf einem Schimmel reitend Juan Belmonte

Seit 1814 findet in Triana jährlich die Prozession zu Ehren der Virgen del Rocío statt, der Heiligen Jungfrau vom Morgentau, kurz El Rocío genannt. Die hölzerne Skulptur der Heiligen Jungfrau steht auf einem vergoldeten Sockel, der mit Elfenbein-Schnitzereien verziert ist. Der Festwagen, auf dem die Skulptur steht, trägt Verzierungen aus Silber mit einem Gesamtgewicht von 250 kg.

### Corpus Chico
Die Fronleichnams -Prozession in Sevilla ist prunkvoll. In Triana gibt es zu Fronleichnam eine gesonderte Prozession, Corpus Chico genannt. Auch dort schmücken sich die Straßen, und sie werden mit Rosmarin bedeckt. Die Embleme der Prozession sind Johannes den Täufer, das Jesuskind, Justa und Rufina, die Unbefleckte Empfängnis und das Heiligste Sakrament. Die Prozession wird von der Hermandad de la Esperanza de Triana organisiert, sie folgt jährlich ihrem traditionellen Weg. Sie geht auf das 16. Jahrhundert zurück.

## Kultur

### Bildung

#### Primarschulen
| - Colegio Público José María del Campo - Colegio Público San Jacinto - Colegio Público Alfares - Colegio Público Juan Ramón Jiménez - Colegio Público San José de Calasanz - Colegio Público Rico Cejudo | - Colegio Salesiano San Pedro - Colegio Cristo Rey - Colegio Protectorado de la Infancia - Colegio Nuestra Señora del Rosario - Colegio San Marcelino Champagnat Hermanos Maristas |

#### Sekundarschulen und weiterführende Bildungseinrichtungen
| - IES Gustavo Adolfo Bécquer - IES Triana - IES Vicente Aleixandre - IES Los Viveros | - Provincial de Educación Permanente - Colegio Salesiano San Pedro - Colegio Marista San Fernando |

#### Sport
| - Triana Balompié: Lokaler Fußballverein, der nur Spielern aus Triana offen steht - Triana Club de Fútbol: Fußballverein - Salesianos Triana Fútbol Sala: Fußballmannschaften des Colegio Salesiano | - Olimpic de Triana: Hallenfußball-Verein - Rayo Trianero: Jugend-Fußballklub - Club Piragüismo Triana: Kanuklub, der sich bei den Sportstätten Charco de la Pava trifft. |